# 091型原子力潜水艦
091型原子力潜水艦（09-1型、長征1号級）は、中国人民解放軍海軍が1970年代
から運用中の攻撃型原子力潜水艦である。NATOコードネームは漢王朝に因んで漢級（Han Class）。現在(2025年)では、091型原子力潜水艦5隻は2023年時点で中国人民解放軍海軍から退役しており、現在は運用されてない。

## 艦体
船体は涙滴型・複殻式構造であり、3番艦以降は艦体が8メートル延長されている。搭載する魚雷の数を減らすことなく対艦ミサイルを搭載できる垂直発射管を搭載しているとみられていたが、実際には従来の魚雷発射管から水平に発射されるものであった。艦体が延長された理由は、航行時の（『割れ鐘を叩いているような』と表現されるほどの）雑音対策によるものと見られている（このため401号艦、402号艦は母港で長期係留状態にある）。雑音の音圧レベルは、401号艦・402号艦が160～170デシベルで（スキップジャック級や旧ソ連のノヴェンバー型などの初期の原潜と同水準）であるが、403号艦から405号艦は改善され、140～150デシベル（パーミット級と同程度。ロサンゼルス級は105～125デシベル）。しかし依然として静粛性に欠け、アメリカ海軍や海上自衛隊には容易に探知されている。

## 機関
主機に加圧水型原子炉 ターボ・エレクトリック方式(タービン減速方式との説もある)を採用した。しかし、陸上用加圧水型原子炉を潜水艦用原子炉として十分な研究なしに改造・導入したため、構造的欠陥が原因と考えられる放射能漏れ事故が頻発した。1番艦は1974年に就役したが、約10年間は完全に運用できる状態ではなかった。また、中国国内には被曝した潜水艦乗員らを対象とする、放射能汚染障害専門病院「海軍409核傷専科医院」が新たに設立されている。次級である093型では、原子力機関による放射能漏れ事故は改善されている。

## 運用
中華人民共和国は1950年代後期から原子力潜水艦開発に着手し、1番艦「長征1号」（401号艦）は1974年に完成した。続く4隻の潜水艦は1980年代に就役した（中国名：長征2～5号）。また本型の艦体を延長し、潜水艦発射弾道ミサイル(SLBM)を搭載した夏型も完成しているが1隻しかないため、出港は稀である。
5隻が建造され、全艦とも北海艦隊（青島）に配備された。複数回の放射能漏れ事故を起こしたが、「長征1号」は2003年に予備艦となり、2013年に退役するまで、長らく艦籍にあった。
2004年11月ロサンゼルス級原子力潜水艦に追跡されていた1艦がグアム島近海まで航行した後、石垣島付近で漢級原子力潜水艦領海侵犯事件を起した。その際、海上警備行動が発令され、海上自衛隊に探知・追跡された。
2017年には、「長征1号」が中国人民解放軍海軍博物館で、ソ連海軍が中国海軍向けに供与した、コブラ型戦略型潜水艦(長征400号艦)一隻と共に展示された。
2023年で、091型原子力潜水艦は老朽化のため全艦、中国人民解放軍海軍から退役している。
また、長征401号艦は2024年、現在でも記念艦として引き続き展示されており、雨天以外の日では艦上での乗艦、及び見学が可能である。

## 同型艦

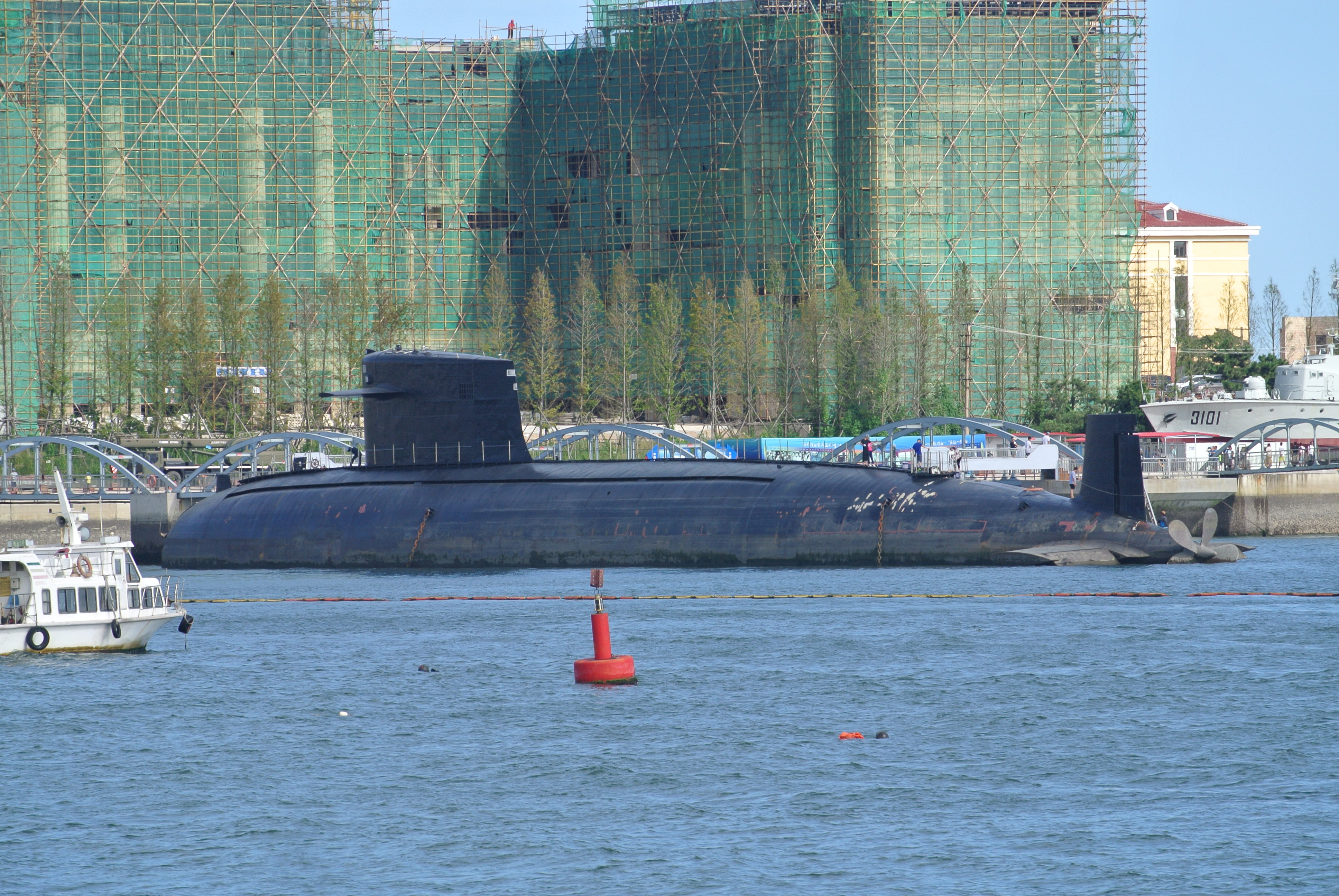
海軍博物館に係留される「長征1号」(青島市)

| 艦号 | 艦名    | 建造工廠   | 起工   | 進水   | 就役   | 退役   |
| ---- | ------- | ---------- | ------ | ------ | ------ | ------ |
| 401  | 長征1号 | 渤海造船廠 | 1968年 | 1970年 | 1974年 | 2013年 |
| 402  | 長征2号 | 渤海造船廠 | 1974年 | 1977年 | 1980年 | 2001年 |
| 403  | 長征3号 | 渤海造船廠 | 1980年 | 1983年 | 1984年 | 2023年 |
| 404  | 長征4号 | 渤海造船廠 | 1984年 | 1987年 | 1988年 | 2023年 |
| 405  | 長征5号 | 渤海造船廠 | 1987年 | 1990年 | 1990年 | 2023年 |

## 登場作品

### 小説
『天空の富嶽』
全艦が登場。
東アジア戦争勃発直後の南シナ海で、海上自衛隊のおやしお型潜水艦「くろしお」に長征2号が撃沈される。
その後、他の4隻は空母「天安」（旧「ヴァリャーグ」）の護衛に回され、東京湾沖海戦では海上自衛隊艦隊を待ち構えるも、「天安」ら水上艦部隊の全滅で戦意喪失し戦線離脱する。